# Marché automobile brésilien
Le Brésil est le principal marché automobile d'Amérique du Sud.

## Marché
Après avoir fortement souffert de la crise monétaire de 1998, la production s'est progressivement redressée et connaît une très forte croissance depuis 2005. De 1,35 million en 2003, les immatriculations sont passées à 1,93 en 2006 puis à 2,46 en 2007.
Son originalité réside dans le fait que la plus grande partie du parc automobile est conçue pour utiliser des agrocarburants à base d'éthanol produits localement à partir de la canne à sucre.
Le marché est historiquement dominé par quatre grands constructeurs implantés de longue date : Fiat, Volkswagen, General Motors et Ford. Mais dans le cadre d'un plan d'économies mondial, Ford décide en 2021 de fermer ses usines au Brésil et de se retirer du marché brésilien. Le 9 octobre 2023, le constructeur chinois BYD a annoncé la reprise du site de Camaçari (BA), inoccupé depuis le départ de Ford. La firme chinoise envisage de commencer la production de modèles 100% électriques dès 2024.
La Volkswagen Gol (dérivé de la Golf) et les Fiat 147, Palio et Uno sont les véhicules parmi les plus répandus du pays.
PSA Peugeot Citroën et Renault se sont implantés industriellement à la fin des années 1990. Hormis Honda et Hyundai, les constructeurs asiatiques sont peu présents.
Parts de marché 1er trimestre 2008 et année 2021 selon l'ANFAVEA
- Fiat : 27,2 % - 29,46 %
- Volkswagen : 23,6 % - 15,28 %
- General Motors : 20,5 % - 12,24 %
- Ford : 7,2 % - 1,92 %
- PSA : 6,8 % - 2,65%
- Honda : 5,2 % - 4,12 %
- Renault : 5 % - 6,45 %
- Toyota :   ?  - 8,77 %
- Hyundai :   ?  - 8,97 %
- Nissan :  ?   - 3,27 %
- BMW :   ?   - 0,80 %
- Mercedes-Benz :  ?  - 0,57 %
- Divers : 4,5 % - ?

## Principales usines
- Usine Fiat-Betim
- Usine Fiat-Goiana
- Usine PSA de Porto Real
- Usine Renault de Curitiba